# Albert Wetterman

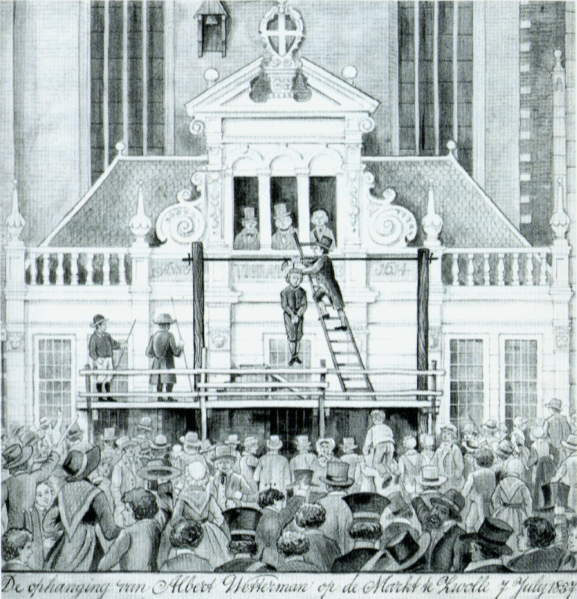
De ophanging van Albert Wetterman op de Markt te Zwolle, 7 juli 1837

Albert Wetterman (Heino, 3 maart 1799 – Zwolle, 7 juli 1837) was een Nederlandse moordenaar en de laatste persoon die in Overijssel in vredestijd door de officiële autoriteiten ter dood werd gebracht. In 1870 werd in Nederland de doodstraf in vredestijd afgeschaft.

## Ziekte van zijn echtgenote
Het huwelijk dat op 13 mei 1826 gesloten werd tussen Albert Wetterman en zijn vrouw Gerritdina Lankhorst kende veel problemen. Gerritdina was ziekelijk en leed aan tuberculose. De diaconie stelde hierom extra hulp in de huishouding beschikbaar. Eind 1836 verdween de aangestelde dienstmaagd Janna echter plotseling. Toen zij in januari 1837 terugkeerde bij het gezin, bleek zij te zijn bevallen van een zoon, Johannes (Heino, 13 januari 1837 - Zwolle  2 maart 1883). Albert Wetterman besloot hierop dat Janna en haar kind bij de familie in huis mochten komen wonen, hetgeen leidde tot boosheid bij zijn vrouw en veel geroddel in Wijhe.

## Verdachte omstandigheden
Op 3 februari 1837 overleed Gerritdina met veel pijn en hevige krampen. Samen met de eerdere gebeurtenissen was dit voor de burgemeester van Wijhe, Gilles Schouten, aanleiding om een onderzoek te laten instellen naar de doodsoorzaak. Er werd besloten dat er een lijkschouw moest plaatsvinden op het lichaam van Gerritdina Lankhorst. Albert Wetterman protesteerde hiertegen.
In de nacht van 5 op 6 februari 1837 vatte het huis van de familie vlam. Gerritdina lag daar opgebaard. Buren wisten echter de kist op tijd in veiligheid te brengen. Naar aanleiding van deze brand werd Albert Wetterman gearresteerd. Zijn kinderen werden ondergebracht bij familie.

## Bekentenis
Het lichaam van Gerritdina werd in het Pestengasthuis onderzocht door arts Isaac Deen die, na sectie te hebben gedaan, vaststelde dat ze vergiftigd was. Hierop legde Wetterman een bekentenis af en verklaarde dat hij haar vergiftigd had met rattengif dat hij gekocht had bij apotheker Revius in de Diezerstraat. Hij had dit rattengif gemengd met poedersuiker en opgediend als ware het een medicijn. Ook bekende hij dat hij de vader was van het kind van Janna. De brand in zijn woonhuis bekende hij echter niet.

## Ophanging
Op vrijdag 7 juli rond 12 uur in de middag werd het vonnis voltrokken op de Grote Markt. Wetterman werd hiervoor vanuit het stadhuis, via de Korte Ademhalingssteeg, naar het schavot geleid en aldaar opgehangen. Hij werd begraven op het Broerenkerkhof.